# 上海轨道交通21号线
上海轨道交通21号线，为上海地铁建设中的一条线路。一期工程北起东靖路站，南至川沙路站，全长27.964公里，设车站18座，均为地下车站；设六陈路车辆段1处车辆基地。一期东延伸全长约14.07公里，西起川沙路站，东至浦东3号航站楼站，设站5座，均为地下线。
21号线的线路标识色为 C=0 M=38 Y=100 K=0。

## 历史

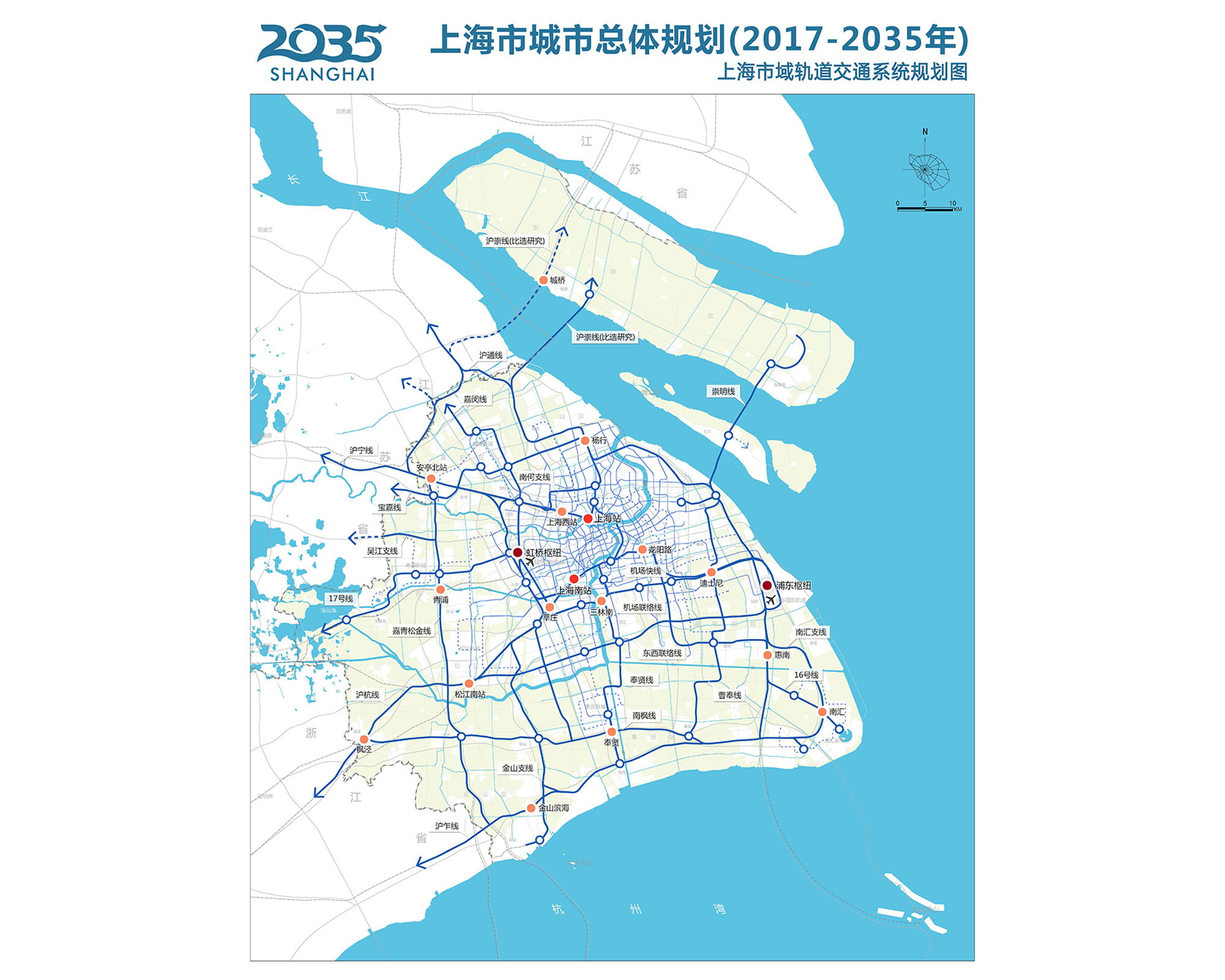
上海市城市总体规划（2017-2035年）
市域轨道交通系统规划图

本线曾规划为迪士尼接驳线，自广兰路站至迪士尼站，并最晚于2011年便提出设想，当时为2号线迪士尼联络线，后于2014年时改名为24号线，在2016年进行上海市总体规划时定名为21号线，将线路走向从张江路调整为哥白尼路，并南北延伸。二期工程将会沿浦东北路至吴淞港。

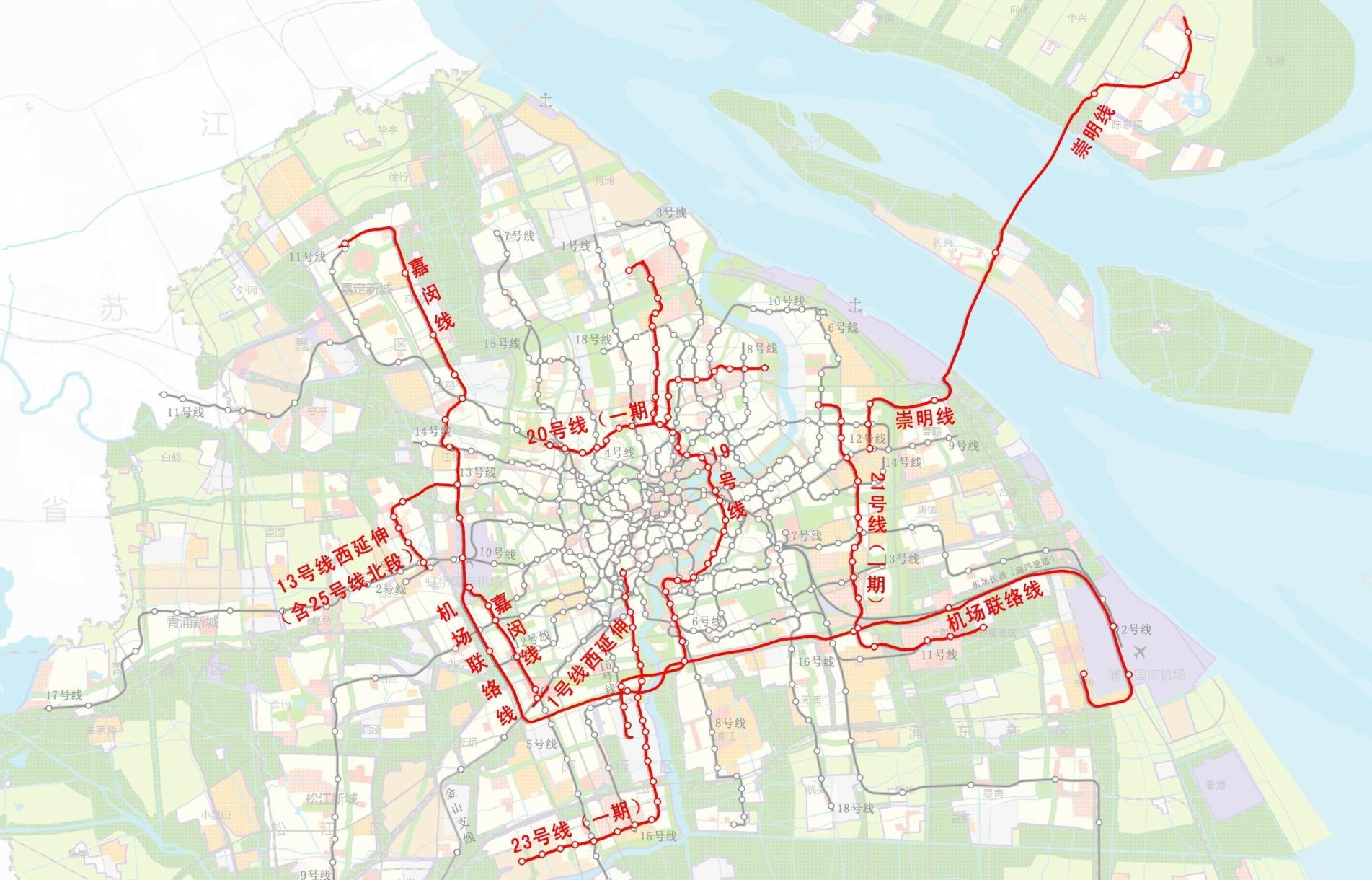
上海市城市轨道交通第三期建设规划（2018～2023年）示意图

一期工程列入《上海市轨道交通近期建设规划（2017-2025）》，2016年向中央申报，2018年12月11日以《上海市城市轨道交通第三期建设规划（2018～2023年）》取得批复。规划深化后，相比中央批复内容，速度标准提升为100km/h，并增加了军民路、云桥路2站。
一期东延伸列入《上海市城市轨道交通第三期建设规划调整》，2022年6月24日取得国家发改委批复。规划深化后，相比中央批复内容，增加了闻居路站和六团社区应急物资配送中心1站1设施。
- 2021年1月29日，一期工程选线专项规划（草案公示）[8]
- 2021年9月8日，一期工程环境影响报告书首次公示[9]
- 2021年10月9日，一期工程环境影响报告书报批前公示[9]
- 2021年10月19日，浦东新区环保局受理一期工程环境影响报告书[10]
- 2021年10月25日，上海市发改委批复一期工程可行性研究报告[11]
- 2021年11月9日，浦东新区环保局批复一期工程环境影响报告书[12][13]
- 2022年1月4日，一期工程举行开工仪式[14]
- 2022年11月 东靖路站、浦东足球场站开工建设[15]
- 2023年1月20日，上海市发改委批复上海东站土建工程可行性研究报告[16]
- 2023年2月13日，上海东站土建工程环境影响报告书报批前公示[17]
- 2023年2月23日，浦东新区环保局受理上海东站土建工程环境影响报告书[18]
- 2023年3月13日，浦东新区环保局批复上海东站土建工程环境影响报告书[19][20]
- 2023年3月20日，一期东延伸工程选线专项规划[21]
- 2023年7月17日，一期东延伸工程环境影响报告书首次公示[22]
- 2023年8月16日，一期东延伸工程环境影响报告书报批前公示[22]
- 2023年8月30日，浦东新区环保局受理一期东延伸工程环境影响报告书[23]
- 2023年9月28日，浦东新区环保局批复一期东延伸工程环境影响报告书[24][25]
- 2023年11月24日，六团社区应急物资配送中心专项规划（草案公示）[26]
- 2024年1月18日，浦东新区发改委批复六团社区应急物资配送中心工程可行性研究报告[27]
- 2025年1月5日，一期东延伸首台盾构（川沙路→川施中间风井上行线）始发[28]

## 列車
21號綫列車項目已由中車南京浦鎮車輛中標，一期工程將訂購37列，一期東延伸工程則加訂6列。

## 车站一覽

### 换乘站
- 621東靖路 — 换乘6号线 通道换乘
- 1221楊高北路 — 换乘12号线 通道换乘
- 921金橋 — 换乘9号线 通道换乘
- 1421浦東足球場 — 换乘14号线 通道换乘
- 221廣蘭路 — 换乘2号线 通道换乘
- 1321學林路 — 换乘13号线 通道换乘
- 21-机联康桥东 — 转乘机场联络线
- 1121迪士尼 — 换乘11号线 站厅换乘
- 21-机联南汇上海东站 — 转乘机场联络线、南汇线上海东站站
- 21-机联南汇浦东3号航站楼 — 转乘机场联络线、南汇线浦东3号航站楼站

凡例
- 普通车停靠所有车站，●为大站车停站计划。

| 阶段       | 站名 （工程名）          | 里程 （米） | 站间距 （米） | 高峰大站 | 平峰大站 | 换乘路线                                                               | 所在地   | 车站形式               | 开门方向注1 |
| ---------- | ------------------------ | ----------- | ------------- | -------- | -------- | ---------------------------------------------------------------------- | -------- | ---------------------- | ----------- |
| 一期       | 东靖路                   |             |               | ●        | ●        | █ 6号线                                                                | 浦东新区 | 地下二层岛式           | 左側        |
| 一期       | 杨高北路                 |             |               | ●        | ●        | █ 12号线                                                               | 浦东新区 | 地下三层岛式           | 左側        |
| 一期       | 佳林路 (凌河路)          |             |               | ●        | ｜       |                                                                        | 浦东新区 | 地下二层一岛一侧式     |             |
| 一期       | 金桥                     |             |               | ●        | ●        | █ 9号线                                                                | 浦东新区 | 地下四层岛式           | 左側        |
| 一期       | 云桥路                   |             |               | ●        | ｜       |                                                                        | 浦东新区 | 地下二层岛式，帶待避線 | 左側        |
| 一期       | 浦东足球场               |             |               | ●        | ●        | █ 14号线                                                               | 浦东新区 | 地下三层岛式           | 左側        |
| 一期       | 龙东大道                 |             |               | ●        | ｜       |                                                                        | 浦东新区 | 地下二层岛式           | 左側        |
| 一期       | 广兰路                   |             |               | ●        | ●        | █ 2号线                                                                | 浦东新区 | 地下三层岛式           | 左側        |
| 一期       | 古桐南路 (高斯路)        |             |               | ●        | ｜       |                                                                        | 浦东新区 | 地下二层岛式           | 左側        |
| 一期       | 张衡路                   |             |               | ●        | ｜       |                                                                        | 浦东新区 | 地下二层岛式           | 左側        |
| 一期       | 学林路                   |             |               | ●        | ●        | █ 13号线                                                               | 浦东新区 | 地下三层岛式           | 左側        |
| 一期       | 博宇路 (军民路)          |             |               | ●        | ｜       |                                                                        | 浦东新区 | 地下二层岛式           | 左側        |
| 一期       | 康南路                   |             |               | ●        | ｜       |                                                                        | 浦东新区 | 地下二层岛式，帶待避線 | 左側        |
| 一期       | 康桥东 (张江)            |             |               | ●        | ●        | █ 市域机场线                                                           | 浦东新区 | 地下三层岛式           | 左側        |
| 一期       | 申江南路                 |             |               | ●        | ｜       |                                                                        | 浦东新区 | 地下二层岛式           | 左側        |
| 一期       | 迪士尼                   |             |               | ●        | ●        | █ 11号线                                                               | 浦东新区 | 地下一层岛式           | 左側        |
| 一期       | 唐黄路                   |             |               | ｜       | ｜       |                                                                        | 浦东新区 | 地下二层双岛式         |             |
| 一期       | 川沙路 (六陈路)          |             |               | ｜       | ｜       |                                                                        | 浦东新区 | 地下二层岛式           | 左側        |
| 一期东延伸 | 六团社区应急物资配送中心 |             |               | 不適用   | 不適用   | 不適用                                                                 | 浦东新区 | 地下二层岛式（不启用） | 不適用      |
| 一期东延伸 | 施新路                   |             |               | ｜       | ｜       |                                                                        | 浦东新区 | 地下二层岛式           | 左側        |
| 一期东延伸 | 闻居路                   |             |               | ｜       | ｜       |                                                                        | 浦东新区 | 地下二层岛式，帶待避線 | 左側        |
| 一期东延伸 | 金闻路                   |             |               | ｜       | ｜       |                                                                        | 浦东新区 | 地下二层岛式           | 左側        |
| 一期东延伸 | 上海东站                 |             |               | ●        | ●        | █ 市域机场线（在建） █ 南汇线（在建） █ 2号线（规划） 上海东站（在建） | 浦东新区 | 地下三层岛式           | 左側        |
| 一期东延伸 | 浦东3号航站楼 (T3航站楼) |             |               | ●        | ●        | █ 市域机场线（在建） █ 南汇线（在建） █ 2号线（规划） █ 磁浮线（规划） | 浦东新区 | 地下二层侧式           | 右側        |

- 注1：依列车行驶方向而言。